# The Boy Who Murdered Love
A The Boy Who Murdered Love egy Diana Vickers és Chris Braide által szerzett dal, melyet Vickers vett fel debütáló, Songs from the Tainted Cherry Tree című albumára. A szám az album második kislemezeként jelent meg digitális letöltés formájában 2010. július 18-án, majd az ezt követő napon CD kislemezként. A Radio 1 listáján is helyet kapott. Egy demó változat korábban véletlenül felkerült Vickers Myspace oldalára.

## Háttér
Braide szerint az eredeti zenét Rhys Barker szerezte, a címet évekkel korábban kitalálta, és az ABC The Night You Murdered Love című dala inspirálta, „melyet fantasztikus dalcím”nek talált.

## A kritikusok értékelései
A The Boy Who Murdered Love pozitív értékeléseket kapott a kritikusoktól. Robert Copsey (Digital Spy) szerint „Egy okos, kifinomult dallamot hozott annyi meggyőződéssel, hogy a rossz fiúkat a jövőben visszatartsa vele.” Fraser McAlpine (BBC Radio 1) négy csillagot ítélt a számnak (ötből): „Van még hova fejlődni. Építő kritika, láthatod. A másik oldalon viszont, micsoda kórust csináltál! Ez egy igazán csodálatos dolog, hiszen az eleje ütős, sürgetős és mérges, míg a végére gyászos lesz. Valóban nagyon jó, főleg a doromboló rész után. Szóval jól csináltad.”

## Kereskedelmi fogadtatás
A The Boy Who Murdered Love a brit kislemezlista 199. helyén jelent meg 2010. június 26-án, majd 70 hellyel feljebb, a 129. helyre jutott. 2010. július 11-én 79., majd 57. helyezésig jutott. Miután CD formában is megjelent, elérte legjobb helyezését, mikor is 36. lett, amelyet két hétig sikeresen tartott. Mintegy 50 000 példány kelt el belőle az Egyesült Királyságban.

## Videóklip
A dalhoz készült videóklip 2010. június 3-án debütált MSNen. A kisfilmben Vickers és barátja látható, aki eltörte a lány a szívét. A klipben különböző rajzfilmszerű képek jelennek meg, így például szívek és nyilak. Hasonló megjelenésű feliratokkal láthatóak a fájdalom (pain), sérülés (hurt) és szerelem (love) szavak. A férfi, aki a videóban megjelenik: Daryl Fox-Huxley, modell és színész.

## Promóció
Vickers a The Boy Who Murdered Loveot  2010 júliusában kezdte el promotálni. 14-én a The Chris Moyles Show vendége volt, majd a The Five O'Clock Showban lépett fel. Később a The Graham Norton Show fellépője volt, majd a T4 On The Beachen is megjelent 2010. július 4-én, ahol Faithlesset helyettesítette.

## Megjelenési forma és számlista
- CD kislemez[7]

1. The Boy Who Murdered Love - 3:21
2. Once (Radio 1 Live Lounge) - 3:00
3. Just Say Yes (Radio 1 Live Lounge) - 4:13
4. Cold Kiss (demó) - 3:17

- iTunes[8]

1. The Boy Who Murdered Love (Guena LG Remix aka Glam As You Radio Edit) - 3:32

## Slágerlistás helyezések
| Slágerlista (2010) | Legjobb helyezés |
| ------------------ | ---------------- |
| Brit kislemezlista | 36               |

## Megjelenések
| Ország             | Dátum            | Formátum           | Kiadó       |
| ------------------ | ---------------- | ------------------ | ----------- |
| Írország           | 2010. július 16. | Digitális letöltés | RCA Records |
| Írország           | 2010. július 16. | CD kislemez        | RCA Records |
| Egyesült Királyság | 2010. július 18. | Digitális letöltés | RCA Records |
| Egyesült Királyság | 2010. július 19. | CD kislemez        | RCA Records |